# Harm Paulsen
Harm Paulsen (* 1944 in Lübeck) ist ein deutscher Experimentalarchäologe und Archäotechniker.

## Leben und Wirken
1964 absolvierte Harm Paulsen eine Ausbildung zum Elektrotechniker.
1968 wechselt er auf Vermittlung von Karl Wilhelm Struve „an das ehemalige Landesamt für Vor- und Frühgeschichte in Schleswig, das heutige Archäologische Landesamt Schleswig-Holstein, damals noch in einem Zwischengeschoss von Schloss Gottorf untergebracht, wo er eineinhalb Jahrzehnte zunächst als Grabungstechniker, dann als Grafiker für Publikationen und die archäologische Landesaufnahme tätig war.“
Von 1985 bis 2009 war Paulsen am Archäologischen Landesmuseum Schleswig-Holstein angestellt.
Er spielte 1994 in der Folge Peters Reise in die Steinzeit der Fernsehsendung Löwenzahn mit.
2007 begleitete er das Projekt Steinzeit – Das Experiment.

## Ehrungen
- 2008 – Verdienstorden des Landes Schleswig-Holstein als Gründer und Vorsitzender des Wikingervereins Opinn-Skjold e. V.[6]
- 2010 – Silberne Halbkugel des Deutschen Nationalkomitees für Denkmalschutz als „Vorreiter der Experimentalarchäologie in Deutschland“[7]
- 2011 – Deutscher Archäologiepreis[8]